# 城郊街道 (榆树市)
城郊街道，是中华人民共和国吉林省长春市榆树市下辖的一个乡镇级行政单位。

## 行政区划
城郊街道下辖以下地区：
昌盛社区、中兴社区、健康社区、北门村、立新村和獾洞村。